# 1153 (число)
1153 (одна тысяча сто пятьдесят три) — натуральное число, расположенное между числами 1152 и 1154.
- Суперпростое число.
- Наименьшее 4-значное простое число вида 2x*3y+1.[1]
- Наименьший эмирп получен в результате конкатенации двух двузначных простых чисел.[1]
- Единственное известное простое число, для которого перевёрнутая копия является простым числом Вифериха.[1]
- Наибольшее простое число, которое может быть отображено на 12-часовых часах в часах и минутах (11:53).[1]
- Простое число Прота